# 24-Stunden-Rennen von Le Mans 1994

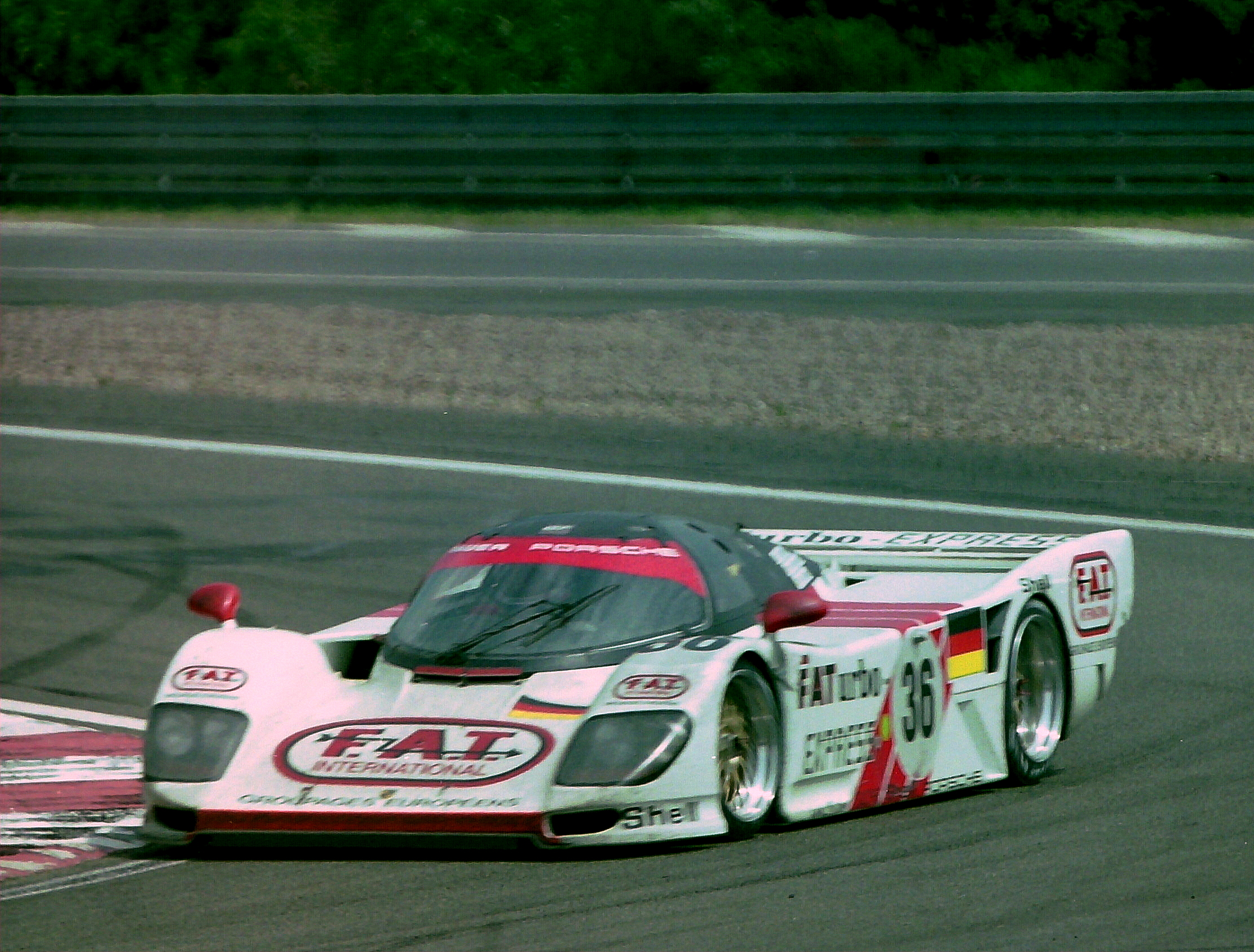
Der Dauer 962LM mit der Startnummer 36; Siegerwagen von Hurley Haywood, Mauro Baldi und Yannick Dalmas

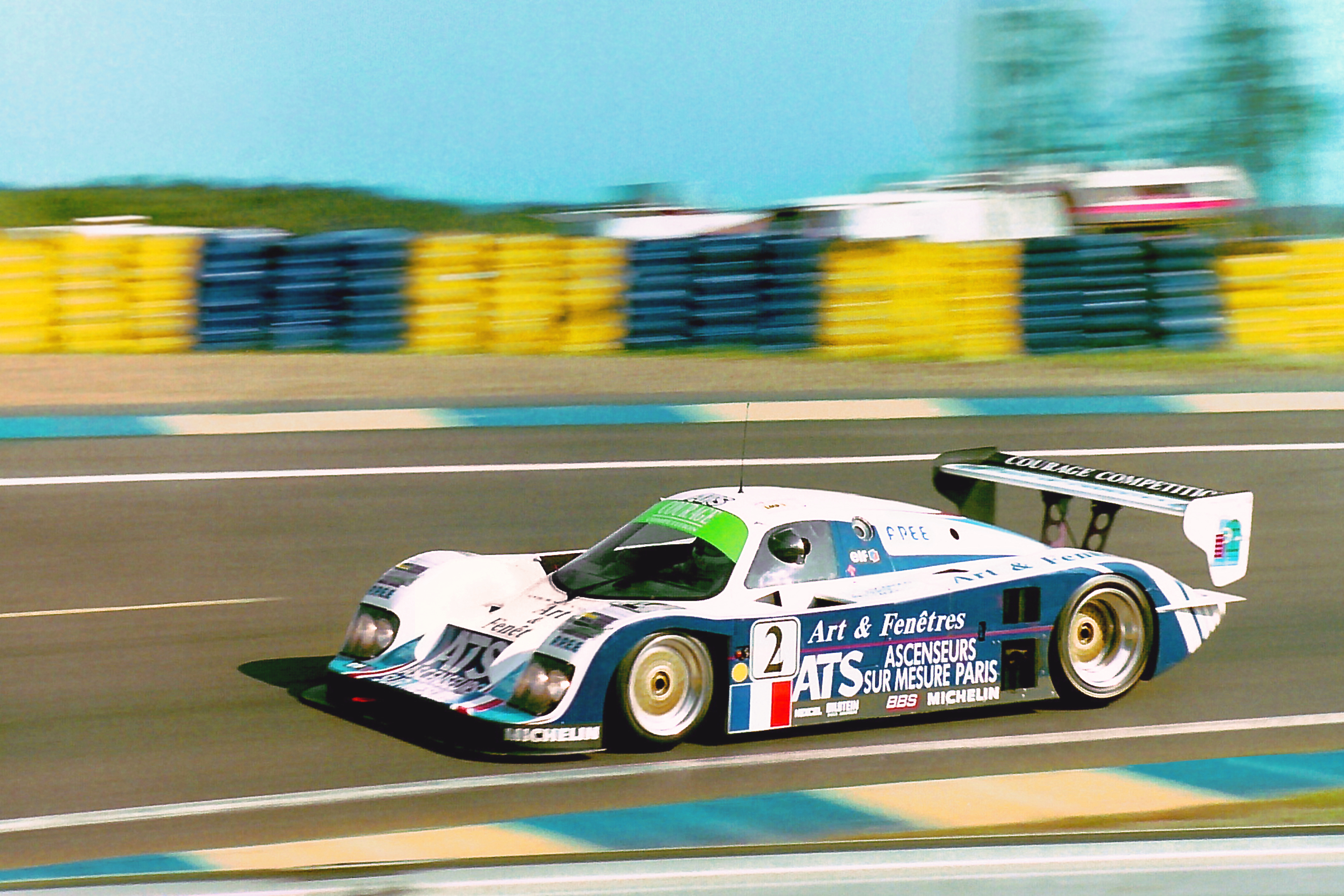
Der aus der Pole-Position gestartete Courage C32 von Henri Pescarolo, Alain Ferté und Franck Lagorce

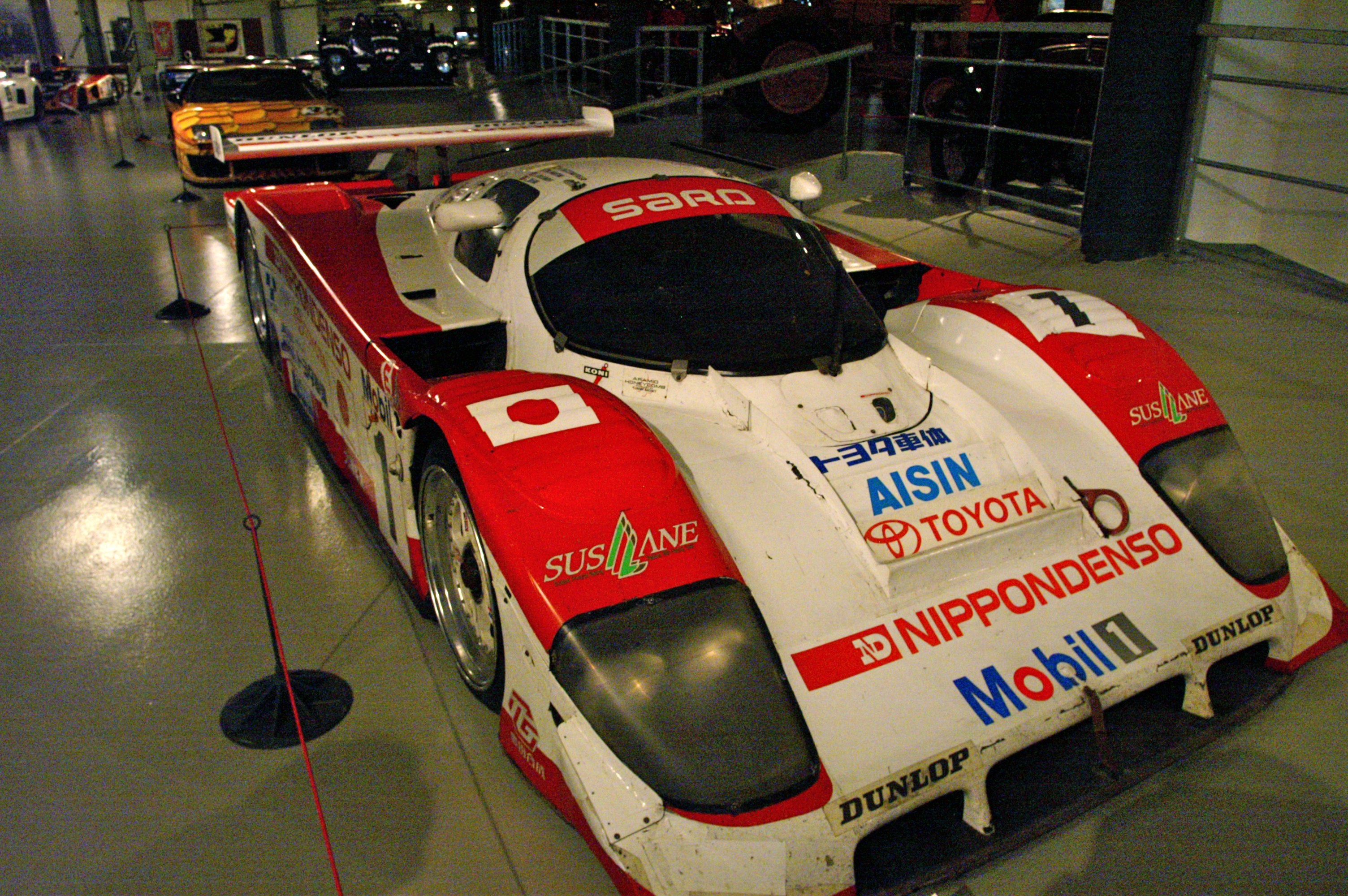
Der zweitplatzierte Toyota 94C-V

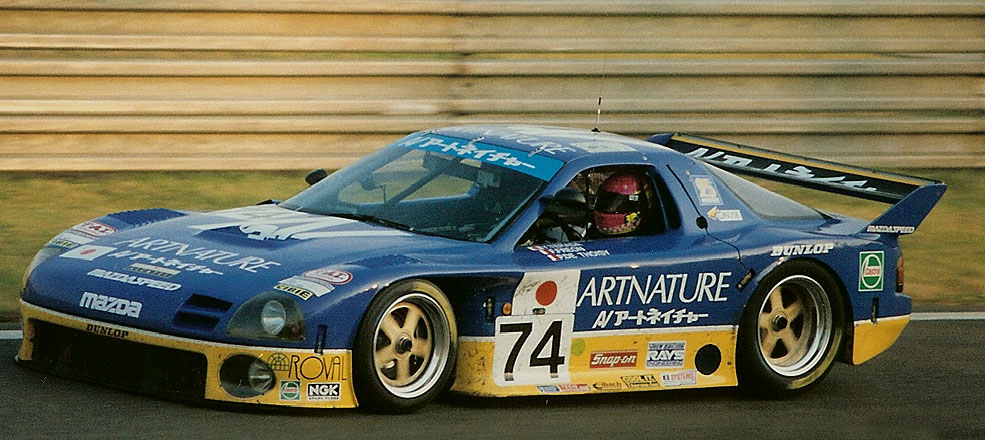
Der Mazda RX-7 GTO von Yōjirō Terada, Franck Fréon und Pierre de Thoisy während des Rennens

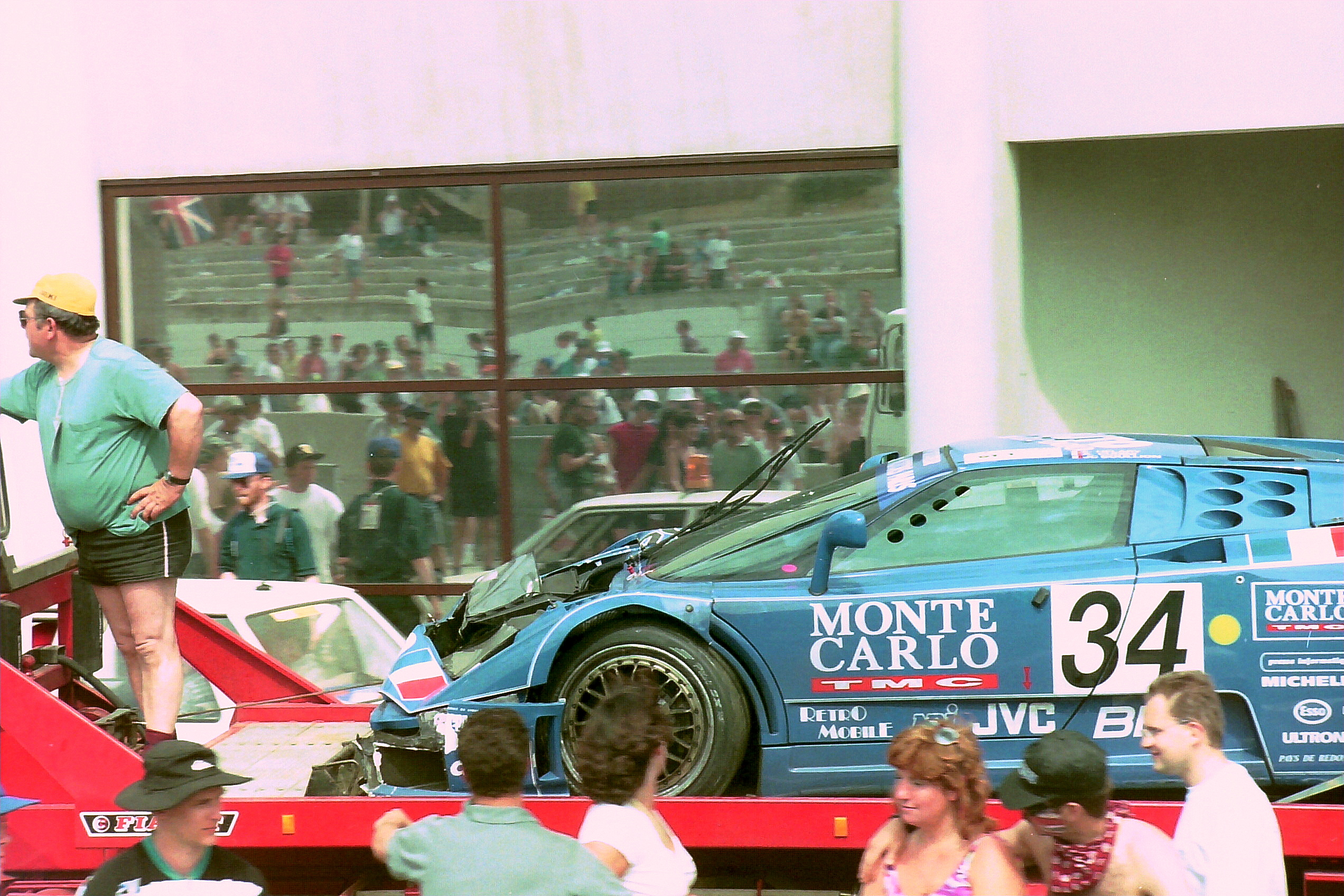
Der verunfallte Bugatti EB110 ES von Alain Cudini, Eric Hélary und Jean-Christophe Boullion

Das 62. 24-Stunden-Rennen von Le Mans, der 62e Grand Prix d’Endurance les 24 Heures du Mans, auch 24 Heures du Mans, Circuit de la Sarthe, Le Mans, fand vom 19. bis 20. Juni 1994 auf dem Circuit des 24 Heures statt.

## Das Rennen

### Neues Reglement
Das Engagement von zwei Personen beeinflusste das 24-Stunden-Rennen 1994 wesentlich. Einmal der frühere französische Rennfahrer Alain Bertaut, und zweitens der Deutsche Rennfahrer und Unternehmer Jochen Dauer. Bertaut war in den 1960er Jahren als Rennfahrer aktiv gewesen und hatte 1962 mit Partner André Guilhaudin auf einem CD Dyna den 16. Rang in der Gesamtwertung erreicht. Dies bedeutete gleichzeitig den Sieg in der Klasse für Experimental-Rennwagen bis 850 cm³ Hubraum. In seiner Funktion als technischer Direktor des Rennens, die er seit 1970 ausübte, war er an allen technischen Reglements des Rennens seither maßgeblich beteiligt.
Nach dem Ende der Gruppe C 1993 war es notwendig geworden, neue technische Rahmenbedingungen für das Rennen zu schaffen. 1992 war außerdem die seit 1953 ausgetragene Sportwagen-Weltmeisterschaft eingestellt worden. 1993 waren in Le Mans noch die ehemaligen Gruppe-C-Fahrzeuge, wie der langgediente Porsche 962, der Peugeot 905 und der Toyota TS010, am Start gewesen. Die Funktionäre des Automobile Club de l’Ouest, und mit ihnen Bertaut, schufen neue Rennklassen. Die bisher nicht existierende GT1-Klasse und die zwei neuen Klassen der Le-Mans-Prototypen. Einmal die speziell entwickelten, hubraumstarken und normalerweise mit Turboladern ausgestatteten LMP1 und die LMP2, die kleinere seriennahe Motoren verwendeten.
Die GT1-Klasse war eigentlich seriennahen Fahrzeugen vorbehalten, die Rennwagen mussten ein Pendant auf der Straße haben. Damit wollte der ACO Automobilen wie dem Bugatti EB110 und dem McLaren F1 die Tür nach Le Mans öffnen. Gegen die ursprüngliche Intention von Bertaut und seinen Technikern war dennoch ein ehemaliger Gruppe-C-Prototyp am Start. Mit der Hilfe von Porsche-Mitarbeitern fand Jochen Dauer eine Lücke im Reglement. Nur ein einziges Fahrzeug eines gemeldeten Rennwagens musste eine Serienzulassung haben. Schon 1991 hatte Dauer fünf fabrikneue 962-Chassis bei Porsche gekauft. 1993, als das neue Reglement bereits bekannt war, wurde neben einer Rennversion auch ein erstes Straßenfahrzeug aufgebaut. Eine Straßenzulassung war nur möglich, nachdem eine rückwärtsgerichtete Kamera eingebaut wurde, da die Sicht nach hinten sonst zu sehr eingeschränkt war. Sonst entsprach der Wagen weitgehend dem Porsche 962C.

### Vor dem Rennen
Dauer wurde beim Renneinsatz von Reinhold Joest unterstützt. Die Meldung kam zwar von Dauer Sportwagen, die Logistik und den Einsatz vor Ort übernahmen aber die Techniker und Mechaniker von Joest Racing mit tatkräftiger Unterstützung der Werksmannschaft von Porsche. Als Fahrer kamen routinierte Le-Mans-Starter zum Einsatz, die teilweise große Erfahrung beim Pilotieren des Porsche 962 mitbrachten. Der US-Amerikaner Hurley Haywood hatte das Rennen schon 1977 und 1983 gewonnen und viele Veranstaltungen mit dem 962 und dem Vorgängermodell 956 bestritten. Mit ihm im Team fuhren der Franzose Yannick Dalmas (Gesamtsieger 1992 mit Peugeot) und der Italiener Mauro Baldi, der nach seinen Engagements in der Formel 1 seit 1984 Sportwagenrennen bestritt. Das zweite Auto war mit dem zweifachen Gesamtsieger und langjährigen Porsche-Werksfahrer Hans-Joachim Stuck, dem Indianapolis-500-Sieger von 1985 Danny Sullivan und dem dreifachen Grand-Prix-Sieger Thierry Boutsen ebenfalls prominent besetzt.
Favorit auf den Gesamtsieg war aber die Werksmannschaft von Toyota. Seit Ende der 1980er-Jahre versuchte der japanische Automobilkonzern in Le Mans den großen Erfolg zu erzielen; ein Sieg war jedoch bisher ausgeblieben. Das neue Einsatzfahrzeug war der Toyota 94C-V, der auf dem Gruppe-C-Toyota 92C-V beruhte, aber bereits den Vorgaben der LMP1-C90-Klasse entsprach. Einer der Fahrer war der Nordire Eddie Irvine, der 1994 einen Vertrag bei Jordan Grand Prix hatte und den 194 in der Formel-1-Weltmeisterschaft steuerte. Dass ein aktueller Formel-1-Pilot neben den Grand-Prix-Starts auch in Le Mans an den Start ging, war 1994 ein inzwischen ungewöhnlicher Vorgang. Irvine kam als Ersatz für den beim Großen Preis von San Marino tödlich verunglückten Roland Ratzenberger ins Team. Der Name des Österreichers blieb als Anerkennung am Einsatzfahrzeug stehen. Im Toyota mit der Startnummer 4 versuchte Bob Wollek endlich seinen ersten Le-Mans-Sieg einzufahren.
Durch die Homologation des Dauer 962 war auch der Porsche 962C GTi startberechtigt. Bei den Offiziellen des ACO fand der Einsatz des Dauer wie des Porsche von A.D.A. Engineering Ltd. wenig Gegenliebe, zu einem Ausschluss der Wagen konnten sich diese aber nicht durchringen. Ein weiterer LMP1-C90-Prototyp war der Kremer K8 Spyder, dessen Basis ebenfalls ein Porsche 962 war.

### Der Rennverlauf
Kurz nach dem Start übernahm Derek Bell im Kremer K8 die Führung, verlor diese aber noch vor dem Ende der ersten Runde an den aus der Pole-Position gestarteten Alain Ferté im Courage C32. Der Sieg wurde über die Distanz zwischen Dauer und Toyota ausgefahren. Die 94C-V waren über eine Runde fast zwei Sekunden schneller als die Dauer-Porsche, hatten aber den kleineren Tank und deren 3,6-Liter-V8-Motor den höheren Spritverbrauch. Während die Toyota nur maximal elf Runden bis zum nächsten Tankstopp fahren konnten, erreichten die Dauer 962 eine Distanz von 15 Runden. Nach zwei Stunden Fahrzeit lagen die beiden Dauer daher in Führung. Kleinere technische Unzulänglichkeiten zwangen die beiden Wagen aber zu einigen unplanmäßigen Aufenthalten an die Box.
Vom Morgen des Sonntag weg führte neun Stunden lang der Toyota von Eddie Irvine, Mauro Martini und Jeff Krosnoff das Rennen überlegen an, ehe 90 Minuten vor dem Rennende ein Getriebeproblem den Ambitionen der Japaner auf den Erfolg in der Gesamtwertung ein Ende setzte. Eddie Irvine konnte in der Schlussphase noch eine Runde auf die Führenden wettmachen, den Triumph von Haywood, Baldi und Dalmas aber nicht verhindern.

## Ergebnisse

### Piloten nach Nationen
| 56 Franzosen    | 18 Briten      | 11 Deutsche | 11 Japaner    | 8 Italiener    |
| 8 US-Amerikaner | 7 Spanier      | 7 Schweizer | 6 Belgier     | 3 Niederländer |
| 2 Dänen         | 2 Neuseeländer | 2 Schweden  | 1 Argentinier | 1 Brasilianer  |
| 1 Slowene       | 1 Südafrikaner |             |               |                |

### Schlussklassement
| Pos.               | Klasse   | Nr. | Team                        | Fahrer                                                  | Chassis                        | Motor                              | Reifen | Runden |
| ------------------ | -------- | --- | --------------------------- | ------------------------------------------------------- | ------------------------------ | ---------------------------------- | ------ | ------ |
| 1                  | GT1      | 36  | Le Mans Porsche Team        | Yannick Dalmas Hurley Haywood Mauro Baldi               | Dauer 962 LM                   | Porsche Type-935 3.0L Turbo Flat-6 | G      | 344    |
| 2                  | LMP1 C90 | 1   | SARD Company Ltd.           | Eddie Irvine Mauro Martini Jeff Krosnoff                | Toyota 94C-V                   | Toyota R36V 3.6L Turbo V8          | D      | 343    |
| 3                  | GT1      | 35  | Le Mans Porsche Team        | Hans Joachim Stuck Danny Sullivan Thierry Boutsen       | Dauer 962 LM                   | Porsche Type-935 3.0L Turbo Flat-6 | G      | 343    |
| 4                  | LMP1 C90 | 4   | Nisso Gredd Trust Racing    | Steven Andskär George Fouché Bob Wollek                 | Toyota 94C-V                   | Toyota R36V 3.6L Turbo V8          | D      | 328    |
| 5                  | IMSA GTS | 75  | Clayton Cunningham Racing   | Steve Millen Johnny O’Connell John Morton               | Nissan 300ZX                   | Nissan VRH35 3.0L Turbo V6         | Y      | 317    |
| 6                  | LMP1 C90 | 5   | Gulf Oil Racing             | Derek Bell Robin Donovan Jürgen Lässig                  | Kremer K8 Spyder               | Porsche Type-935 3.0L Turbo Flat-6 | D      | 316    |
| 7                  | LMP1 C90 | 9   | Courage Compétition         | Jean-Louis Ricci Andy Evans Philippe Olczyk             | Courage C32LM                  | Porsche Type-935 3.0L Turbo Flat-6 | M      | 310    |
| 8                  | GT2      | 52  | Larbre Compétition          | Jesús Pareja Dominique Dupuy Carlos Palau               | Porsche 911 Carrera RSR        | Porsche 3.8L Flat-6                | M      | 307    |
| 9                  | GT2      | 54  | Écurie Biennoise            | Enzo Calderari Lilian Bryner Renato Mastropietro        | Porsche 911 Carrera RSR        | Porsche 3.8L Flat-6                | P      | 299    |
| 10                 | GT2      | 59  | Konrad Motorsport           | Cor Euser Patrick Huisman Matiaz Tomlje                 | Porsche 911 Carrera RSR        | Porsche 3.8L Flat-6                | P      | 295    |
| 11                 | GT2      | 57  | Repsol Ferrari España       | Alfonso de Orléans-Borbón Tomás Saldaña Andres Vilariño | Ferrari 348 GTC-LM             | Ferrari 3.4L V8                    | P      | 276    |
| 12                 | GT1      | 40  | Rent-A-Car Racing Team      | René Arnoux Justin Bell Bertrand Balas                  | Dodge Viper RT/10              | Dodge 8.0L V10                     | M      | 273    |
| 13                 | GT2      | 60  | Legeay Sports Mécanique     | Benjamin Roy Luc Galmard Jean-Claude Police             | Alpine A610                    | Renault PRV 3.0L Turbo V6          | M      | 272    |
| 14                 | GT2      | 48  | Kremer Honda Racing         | Armin Hahne Christophe Bouchut Bertrand Gachot          | Honda NSX                      | Honda 3.0L V6                      | D      | 257    |
| 15                 | IMSA GTS | 74  | Team Artnature              | Yōjirō Terada Franck Fréon Pierre de Thoisy             | Mazda RX-7 GTO                 | Mazda 13J 2.0L 3-Wankel            | D      | 250    |
| 16                 | GT2      | 46  | Kremer Honda Racing         | Philippe Favre Hideki Okada Kazuo Shimizu               | Honda NSX                      | Honda 3.0L V6                      | D      | 240    |
| 17                 | GT2      | 68  | Agusta Racing Team          | Jean-Louis Sirera Antonio Puig Xavier Camp              | Venturi 400GTR                 | Renault PRV 3.0L Turbo V6          | D      | 225    |
| 18                 | GT2      | 47  | Kremer Honda Racing         | Kunimitsu Takahashi Keiichi Tsuchiya Akira Iida         | Honda NSX                      | Honda 3.0L V6                      | Y      | 222    |
| Nicht klassiert    |          |     |                             |                                                         |                                |                                    |        |        |
| 19                 | GT1      | 41  | Rent-A-Car Racing Team      | François Migault Denis Morin Philippe Gache             | Dodge Viper RT/10              | Dodge 8.0L V10                     | M      | 225    |
| 20                 | GT1      | 30  | BBA Compétition             | Jean-Luc Maury-Laribière Bernard Chauvin Hervé Poulain  | Venturi 600LM                  | Renault PRV 3.0L Turbo V6          | D      | 221    |
| 21                 | GT1      | 37  | A.D.A. Engineering Ltd.     | Dominic Chappell Jonathan Baker Phil Andrews            | De Tomaso Pantera 200          | Ford 5.0L V8                       | G      | 210    |
| 22                 | LMP1 C90 | 6   | A.D.A. Engineering Ltd.     | Jun Harada Tomiko Yoshikawa Masahiko Kondō              | Porsche 962C GTi               | Porsche Type-935 3.0L Turbo Flat-6 | G      | 189    |
| 23                 | GT2      | 65  | Agusta Racing Team          | Stéphane Ratel Franz Hunkeler Edouard Chaufour          | Venturi 400GTR                 | Renault PRV 3.0L Turbo V6          | D      | 137    |
| Disqualifiziert    |          |     |                             |                                                         |                                |                                    |        |        |
| 24                 | GT2      | 51  | Callaway Sport Inc.         | Frank Jelinski Boris Said III Michel Maisonneuve        | Callaway Corvette SuperNatural | Chevrolet 6.2L V8                  | Y      | 142    |
| Ausgefallen        |          |     |                             |                                                         |                                |                                    |        |        |
| 25                 | GT1      | 34  | Michel Hommell              | Alain Cudini Eric Hélary Jean-Christophe Boullion       | Bugatti EB110 SS               | Bugatti 3.5L Turbo V12             | M      | 230    |
| 26                 | LMP1 C90 | 2   | Courage Compétition         | Henri Pescarolo Alain Ferté Franck Lagorce              | Courage C32LM                  | Porsche Type-935 3.0L Turbo Flat-6 | M      | 142    |
| 27                 | GT1      | 31  | Agusta Racing Team          | Riccardo Agusta Michel Krine Almo Coppelli              | Venturi 600LM                  | Renault PRV 3.0L Turbo V6          | D      | 115    |
| 28                 | LMP1 C90 | 3   | Courage Compétition         | Lionel Robert Pascal Fabre Pierre-Henri Raphanel        | Courage C32LM                  | Porsche Type-935 3.0L Turbo Flat-6 | M      | 107    |
| 29                 | GT1      | 38  | Jacadi Racing               | Michel Ferté Olivier Grouillard Michel Neugarten        | Venturi 600LM                  | Renault PRV 3.0L Turbo V6          | M      | 107    |
| 30                 | LMP2     | 21  | Welter Racing               | Patrick Gonin Pierre Petit                              | WR LM93                        | Peugeot 2.0L Turbo V6              | M      | 104    |
| 31                 | GT1      | 33  | Patrick Nève Racing         | Franz Konrad Antonio Herrmann de Azevedo Mike Sommer    | Porsche 911 3.6                | Porsche 3.6L Turbo Flat-6          | P      | 100    |
| 32                 | LMP1 C90 | 7   | Stealth Engineering         | Dominique Lacaud Sylvain Boulay Bernard Robin           | ALD 06                         | BMW M88 3.5L I6                    | G      | 96     |
| 33                 | GT2      | 49  | Flymo Mobil Alméras         | Jacques Laffite Jacques Alméras Jean-Marie Alméras      | Porsche 911 Carrera RSR        | Porsche 3.8L Flat-6                | P      | 94     |
| 34                 | LMP2     | 22  | Welter Racing               | Hervé Regout Jean-François Yvon Jean-Paul Libert        | WR LM94                        | Peugeot 2.0L Turbo V6              | M      | 86     |
| 35                 | GT2      | 58  | Seikel Motorsport           | Thomas Bscher Lindsay Owen-Jones John Nielsen           | Porsche 968 RS                 | Porsche 3.0L Turbo I4              |        | 84     |
| 36                 | LMP2     | 20  | Didier Bonnet               | Georges Tessier Pascal Dro Bernard Santal               | Debora LMP294                  | Alfa Romeo 3.0L V6                 | P      | 79     |
| 37                 | LMP1 C90 | 8   | Roland Bassaler             | Nicolas Minassian Patrick Bourdais Olivier Couvreur     | Alpa LM                        | Cosworth DFL 3.5L V8               | G      | 64     |
| 38                 | GT2      | 50  | Larbre Compétition          | Pierre Yver Jack Leconte Jean-Luc Chéreau               | Porsche 911 Carrera RSR        | Porsche 3.8L Flat-6                |        | 62     |
| 39                 | GT2      | 62  | Chamberlain Engineering     | Richard Piper Peter Hardman Olindo Iacobelli            | Lotus Esprit S300              | Lotus 2.2 Turbo I4                 | M      | 59     |
| 40                 | GT2      | 45  | Heico Service GmbH          | Ulrich Richter Karl-Heinz Wlazik Dirk Ebeling           | Porsche 911 Carrera RSR        | Porsche 3.8L Flat-6                |        | 57     |
| 41                 | GT2      | 55  | Simpson Engineering         | Robin Smith Stefano Sebastiani Tetsuya Ota              | Ferrari 348 LM                 | Ferrari 3.4L V8                    | Y      | 57     |
| 42                 | GT1      | 29  | Strandell                   | Anders Olofsson Sandro Angelastri Luciano della Noce    | Ferrari F40                    | Ferrari 3.0L Turbo V8              | P      | 51     |
| 43                 | GT2      | 63  | Chamberlain Engineering     | Rob Wilson David Brodie William Hewland                 | Harrier LR9C                   | Cosworth YBT 2.0L Turbo I4         | D      | 45     |
| 44                 | GT2      | 56  | Elf Haberthur Racing        | Olivier Haberthur Patrice Goueslard Patrick Vuillaume   | Porsche 911 3.6                | Porsche 3.6L Turbo Flat-6          | G      | 42     |
| 45                 | GT2      | 66  | Erik Henriksen              | Ray Bellm Harry Nuttall Charles Rickett                 | Porsche 911 Carrera RSR        | Porsche 3.8L Flat-6                | G      | 34     |
| 46                 | GT2      | 61  | Chamberlain Engineering     | Thorkild Thyrring Klaas Zwart Andreas Fuchs             | Lotus Esprit S300              | Lotus 2.2L Turbo I4                | M      | 28     |
| 47                 | IMSA GTS | 76  | Clayton Cunningham Racing   | Eric van de Poele Paul Gentilozzi Shunji Kasuya         | Nissan 300ZX                   | Nissan VRH35 3.0L Turbo V6         | Y      | 25     |
| 48                 | GT2      | 64  | Ferrari Club Italia         | Oscar Larrauri Fabio Mancini Joël Gouhier               | Ferrari 348 GTC-LM             | Ferrari 3.4L V8                    | P      | 23     |
| Nicht qualifiziert |          |     |                             |                                                         |                                |                                    |        |        |
| 49                 | GT1      | 39  | Société Venturi Compétition | Ferdinand de Lesseps Paul Belmondo Jacques Tropenat     | Venturi 600LM                  | Renault PRV 3.0L Turbo V6          |        | 1      |
| 50                 | GT2      | 53  | Scuderia Fabio Magnani      | Christian Heinkélé Guy Kuster Hans Hugenholtz Junior    | Lotus Esprit S300              | Lotus 2.2 Turbo I4                 |        | 2      |

1 nicht qualifiziert
2 nicht qualifiziert

### Nur in der Meldeliste
Hier finden sich Teams, Fahrer und Fahrzeuge die ursprünglich für das Rennen gemeldet waren, aber aus den unterschiedlichsten Gründen daran nicht teilnahmen.
| Pos. | Klasse   | Nr. | Team                     | Fahrer                                                                                     | Chassis                 | Motor                              | Reifen |
| ---- | -------- | --- | ------------------------ | ------------------------------------------------------------------------------------------ | ----------------------- | ---------------------------------- | ------ |
| 51   | GT1      | 43  | JCB Racing               | Jean-Claude Basso François Migault Claude Meigemont Philippe Olczyk                        | Venturi 600LM           | Renault PRV 3.0L Turbo V6          |        |
| 52   | GT1      | 44  | BBA Sport et Compétition | Éric Graham Francois Birbeau Laurent Lécuyer                                               | Venturi 600LM           | Renault PRV 3.0L Turbo V6          | M      |
| 53   | GT2      | 69  | Guy Chotard              | Didier Caradec Jean-Louis LeDuigou André Gahinet                                           | Porsche 911 Carrera RSR | Porsche 3.8L Flat-6                |        |
| 54   | GT2      | 71  | Konrad Motorsport        | Franz Konrad                                                                               | Porsche 911 Carrera RSR | Porsche 3.8L Flat-6                |        |
| 55   | LMP1 C90 | 7   | Stealth Engineering      | Justin Bell Tiff Needell                                                                   | Porsche 962C            | Porsche Type-935 3.0L Turbo Flat-6 |        |
| 56   | WSC      | 13  | Courage Compétition      |                                                                                            | Courage C41             | Chevrolet 4.5L V8                  |        |
| 57   | WSC      | 14  | Brix Racing              | Bob Schader Jeremy Dale Ruggero Melgrati                                                   | Spice HC 94             | Oldsmobile 5.0L V8                 |        |
| 58   | WSC      | 15  | Screaming Eagles Racing  | Craig Nelson Dan Clark                                                                     | Spice SE90              | Lexus                              |        |
| 59   | WSC      | 16  | Pegasus Racing           | Oliver Kuttner Mike Sheehan Jim Downing Dieter Quester                                     | Pegasus                 | BMW M88 3.5L I6                    | G      |
| 60   | GT1      | 32  | Ecurie Biennoise         | Enzo Calderari Lilian Bryner                                                               | Porsche 911 Turbo       | Porsche 3.8L Flat-6                |        |
| 61   | GT1      | 33  | Larbre Compétition       | Jean-Pierre Jarier Jésus Pareja Dominique Dupuy Joël Gouhier Jack Leconte                  | Porsche 911 Turbo S LM  | Porsche 3.8L Flat-6                |        |
| 62   | GT2      | 42  | Gustl Spreng Racing      | Gustl Spreng Fritz Müller                                                                  | Porsche 993 Carrera RSR | Porsche 3.8L Flat-6                |        |
| 63   | GT2      | 51  | Obermaier Racing GmbH    | Ruggero Grassi Renato Mastropietro                                                         | Porsche 911 Carrera 2   | Porsche 3.8L Flat-6                |        |
| 64   | GT2      | 52  | Patrick Nève Racing      | Alain Gadal Bruno Ilien Didier de Puysseleyr Patrick Huisman Bernd Netzeband Matiaz Tomlje | Porsche 911 Carrera RSR | Porsche 3.8L Flat-6                |        |
| 65   | GT2      | 67  | Patrick Boirdon          | Patrick Boirdon Jean-Marc Massé Philippe Sinault Jérôme Brarda                             | Porsche 911 Carrera 2   | Porsche 3.8L Flat-6                |        |
| 66   | GT2      | 70  | Mühlbauer Motorsport     | Alexander Mattschull Arnold Mattschull Philippe Auvray Sandro Angelastro Toni Seiler       | Porsche 911 Carrera RSR | Porsche 3.8L Flat-6                |        |
| 67   | GT2      |     | Konrad Motorsport        |                                                                                            | Porsche 911 Carrera RSR | Porsche 3.8L Flat-6                |        |
| 68   | GT2      |     | Konrad Motorsport        |                                                                                            | Porsche 911 Carrera     | Porsche 3.8L Flat-6                |        |
| 68   | GT2      |     | Erik Henriksen           |                                                                                            | Porsche 968 RS          | Porsche 3.0L Flat-6                |        |

### Klassensieger
| Klasse   | Fahrer                  | Fahrer           | Fahrer        | Fahrzeug                | Platzierung im Gesamtklassement |
| -------- | ----------------------- | ---------------- | ------------- | ----------------------- | ------------------------------- |
| GT1      | Yannick Dalmas          | Hurley Haywood   | Mauro Baldi   | Dauer 962 LM            | Gesamtsieg                      |
| LMP1 C90 | Eddie Irvine            | Jeff Krosnoff    | Mauro Martini | Toyota 94C-V            | Rang 2                          |
| IMSA GTS | Steve Millen            | Johnny O’Connell | John Morton   | Nissan 300ZX            | Rang 5                          |
| GT2      | Jesús Pareja            | Dominique Dupuy  | Carlos Palau  | Porsche 911 Carrera RSR | Rang 8                          |
| LMP2     | kein Teilnehmer im Ziel |                  |               |                         |                                 |

### Renndaten
- Gemeldet: 69
- Gestartet: 48
- Gewertet: 18
- Rennklassen: 5
- Zuschauer: 140.000
- Ehrenstarter des Rennens: unbekannt
- Wetter am Rennwochenende: warm und sonnig
- Streckenlänge: 13,600 km
- Fahrzeit des Siegerteams: 23:57:33.410 Stunden
- Gesamtrunden des Siegerteams: 345
- Distanz des Siegerteams: 4685,701 km
- Siegerschnitt: 195,238 km/h
- Pole Position: Alain Ferté – Courage C32 (#2) – 3:51,050 = 211,902 km/h
- Schnellste Rennrunde: Thierry Boutsen – Dauer 962LM (#35) – 3:52,540 = 210,544 km/h
- Rennserie: zählte zu keiner Rennserie